# قرنفل، زنبق، زنبق، ورد (لوحة)
قرنفل، زنبق، زنبق، ورد (بالإنجليزية: Carnation, Lily, Lily, Rose)‏ هي لوحة زيتية بريشة الرسام الإنجليزي جون سينجر سارجنت بين 1885-1886. تم شراؤها في عام 1887 بأموال من مؤسسة فرانسيس ليجات تشانتري (كان نحاتًا إنجليزيًا) وعرضت وما تزال تعرض في متحف تيت مذ عام 1897.

## الوصف
في غروب أمسية صيفية، تنشغل فتاتان ترتديان ملابس بيضاء بسيطة بإضاءة الفوانيس في الحديقة، ربما بمساعدة أعواد الشمع؛ يضيء ضوء الشموع الدافئ وجوههن. من العشب الطويل عند أقدامهن، يمكن رؤية أزهار القرنفل ذات اللون الأحمر الداكن والأبيض في كل مكان، وفوقها في الخلفية وأيضًا في الجزء السفلي الأيمن في المقدمة يمكن رؤية شجيرات الورد المتفتحة ذات اللون الأحمر الوردي. ترتفع الزنابق البيضاء فوق رؤوس الفتيات على سيقان طويلة. يمتد الخيط بين شجيرات الورد والعصا التي ثبتت في الأرض، والتي، بالإضافة إلى الفوانيس التي تضيئها الفتيات، قد علقت فوانيس ورقية أخرى مضاءة جزئيًا بالفعل.

## الخلفية
في وقت مبكر من عام 1884 ، كان سارجنت قد أجرى دراسة لحديقة أطفال فيكرز، والتي تظهر أيضًا طفلين وزنابق أكبر من الحجم الطبيعي. ومع ذلك، جاءت فكرة "قرنفل، زنبق، زنبق، ورد " في رحلة بالقارب على نهر التايمز بالقرب من بانجبورن في سبتمبر 1885 مع الفنان الأمريكي إدوين أوستن أبي، حيث رأى خلالها فوانيس صينية معلقة بين الأشجار وزنابق. "
أجرى سارجنت عددًا كبيرًا من الدراسات حول وضعية الناس والزهور. كنموذج استخدم لأول مرة كاثرين، ابنة زميله الرسام فرانسيس ديفيس ميليت البالغة من العمر خمس سنوات، ولكن بعد ذلك بوقت قصير استخدم دوللي وبولي بارنارد، بنات الرسام فريدريك بارنارد (يمكن رؤية دوللي البالغة من العمر 11 عامًا على الجانب الأيسر من أللوحة)، ثم (بولي البالغة من العمر سبع سنوات على اليمين)؛ لقد كانا يمتلكن بالضبط لون الشعر الذي أراده سارجنت من النماذج الموجودة في اللوحة.
ومع ذلك، بأكبر قدر من العناية، بدأ الرسام في التقاط جو المشهد. نظرًا لأن ضوء المساء لم يلب سوى توقعاته لبضع دقائق يوميًا، فقد عمل على الصورة من سبتمبر إلى أوائل نوفمبر 1885 وفي صيف عام 1886 حتى أكملها في أكتوبر. كان قد أقام عارضاته كل ليلة قبل ذلك بوقت قصير في حديقة منزل ميليت في برودواي، ورشيسترشاير، ورسم فرشه ولوحة ألوانه «تحسباً للحظات القليلة التي يمكنه فيها رسم الضوء البنفسجي عند الفجر» ثم لعب التنس مع الأصدقاء، وأوقف لعبته مؤقتًا لبضع دقائق في اللحظة المناسبة لمواصلة الرسم بضربات فرشاة سريعة. عندما تلاشت الأزهار، اشترى سارجنت زهورًا صناعية،  في نوفمبر ارتدت الفتيات كنزات بيضاء طويلة تحت ملابسهن وكان الرسام نفسه «ملفوفًا مثل مستكشف قطبي». قام سارجنت مرارًا بإلغاء عمل الأمسية السابقة من أللوحة من أجل تصحيحها في المساء التالي، كما قام بفصل حوالي 60 سم من اللوحة على الجانب الأيسر منها، «لتركيز التكوين». أسم أللوحة مأخوذة من أغنية «الغضب» لجوزيف مازينجي (كان ملحنًا بريطانيًا)، والتي كانت شائعة جدًا في ذلك الوقت، حيث يبحث رجل عن صديقته فلورا ويخبرنا بأنه قابلها مع الرعاة وهي ترتدي إكليلا من الزهور مع «قرنفل، زنبق، زنبق، ورد».
في معرض الأكاديمية الملكية للفنون عام 1887 ، جذبت الصورة الثناء والنقد. تابع رئيس الأكاديمية الملكية، فريدريك لايتون، شراء الصورة بقوة.

## الرسام

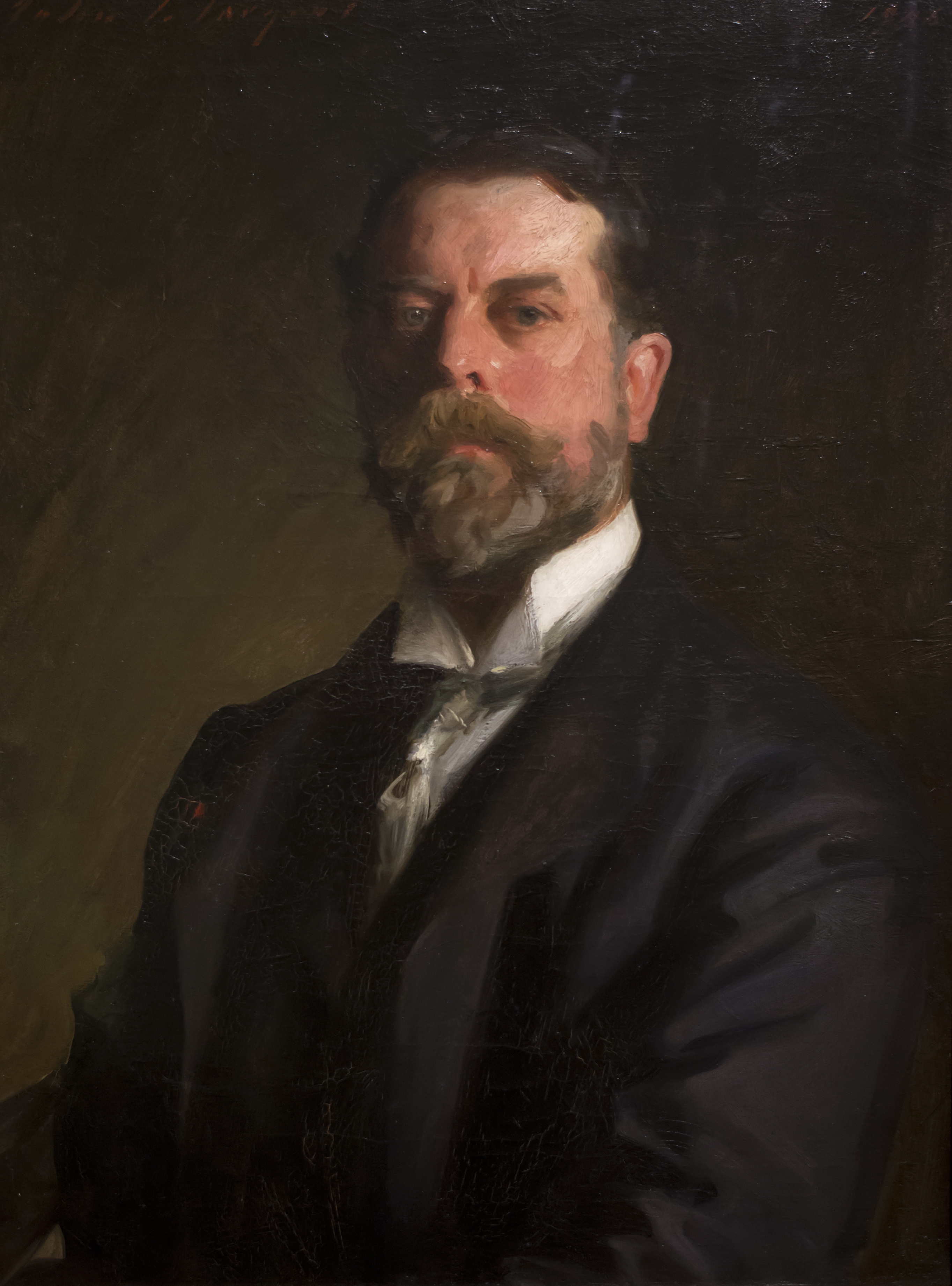
جون سنغر سارغنت

جون سنغر سارغنت (12 يناير 1856 في فلورنسا - 15 أبريل 1925 في لندن) يعتبر أحد أهم الرسامين الأمريكيين في وقته. ولد جون في لأبوين أمريكيين، درس في كل من إيطاليا وفرنسا، في عام 1871 سافر إلى مدينة دريسدن الألمانية، ومن هناك سافر مرة أخرى إلى البندقية في إيطاليا، كانت أولى رحلاته إلى أمريكا في عام 1876، أقام أول معرض لرسوماته في صالون باريس عام 1878. انتقل بعدها إلى لندن عام 1884، وجعل من بريطانيا موطنه الدائم، أنجز جون أعماله الرئيسية في أوروبا حيث قضى أكثر سنوات عمره في بريطانيا.